# 柳機
柳 機（りゅう き、生没年不詳）は、北周から隋にかけての政治家。字は匡時。本貫は河東郡解県。

## 経歴
柳慶の子として生まれた。北周の武帝が魯公となったとき、19歳で記室として召された。武帝が即位すると、宣納上士から少納言・太子宮尹に累進し、平斉県公に封ぜられた。武帝の下で北斉の平定にあたり、開府儀同三司の位を受け、司宗中大夫に転じた。宣帝のとき、御正上大夫に転じた。たびたび宣帝を諫めたが聞き入れられなかったので、禍を受けるのを避けるために、鄭訳を頼って外任を求め、華州刺史として出向した。
580年、楊堅が丞相となると、長安に召還された。北周の旧臣たちの多くは禅譲を勧進したが、柳機はひとり孤高をたもって、請願することはなかった。まもなく衛州刺史に任ぜられた。581年、隋が建国されると、爵位は建安郡公に進み、納言として召された。在職すること数年、再び華州刺史となった。さらに冀州刺史に転じた。後に召されて入朝し、子の柳述が蘭陵公主をめとると、ますます礼遇されるようになった。
数年後、病のため長安に召還され、自邸で死去した。享年は56。大将軍・青州刺史の位を追贈された。諡は簡といった。

## 家庭

### 妻
- 李氏 - 李琰之の子の李恵の娘

### 男子
- 柳述
- 柳逖
- 柳逵
- 柳逞

## 伝記資料
- 『周書』巻22 列伝第14
- 『隋書』巻47 列伝第12